# Cristian Fabbiani
Cristian Gastón Fabbiani (* 3. September 1983 in Ciudad Evita) ist ein ehemaliger argentinischer Fußballspieler mit italienischen Wurzeln. Seit 2021 trainiert der frühere Stürmer den argentinischen Verein Club Atlético Fénix in der Primera B Metropolitana, der dritten Liga in Argentinien. Cristian Fabbiani stammt aus einer Fußballfamilie. Sein Onkel Óscar Fabbiani spielte für die Nationalmannschaft und gewann mehrere Titel.

## Karriere

### Verein
Fabbiani begann seine Karriere bei CA Lanús. 2003 wurde er an CD Palestino in die chilenische Primera División verliehen, wo er in 25 Spielen 16 Tore schoss. Von 2004 bis 2006 spielte er wieder bei CA Lanús. Im Sommer 2006 wurde er an Beitar Jerusalem in die israelische Ligat ha’Al verliehen. Durch seine Einsätz in der Hinserie gehört Fabbiani zum Meisterteam Jerusalems 2006/07. Im Januar 2007 kehrte er wieder zu CA Lanús zurück. 2007 wechselte er für ca. 1,7 Millionen Euro in die rumänische Liga 1 zu CFR Cluj. Am 1. August 2007 gab er sein Debüt in der Liga 1, als er beim 1:0-Sieg gegen Oțelul Galați spielte. 2008 wurde er an die Newell’s Old Boys verliehen. Im Januar 2009 wechselte er für ca. 400.000 Euro zu River Plate. Am 15. Februar 2009 gab er sein Debüt für River Plate, als er beim 2:1-Sieg gegen CA Rosario Central für Mauro Rosales in der 57. Spielminute eingewechselt wurde.

### Trainer
Im Juni 2021 begann Fabbiani als Trainer von Club Atlético Fénix in der dritten argentinischen Spielklasse, der Primera B Metropolitana, zu arbeiten.

## Erfolge/Titel
Beitar Jerusalem
- Israelischer Meister (1): 2006/07

CFR Cluj
- Rumänischer Meister (1): 2007/08
- Rumänischer Pokalsieger (1): 2007/08